# Thực vật lâu năm

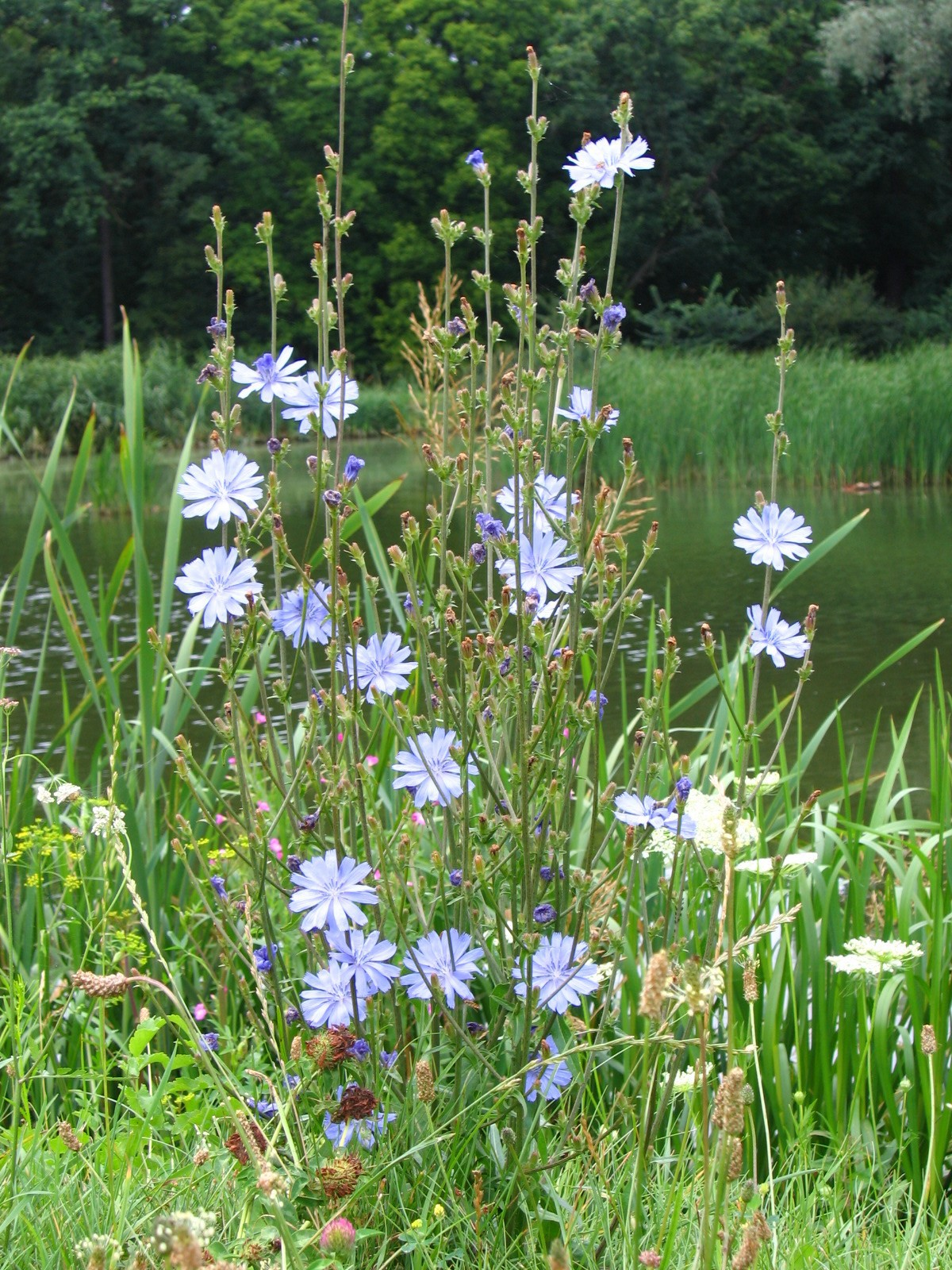
Rau diếp xoăn thông thường, Cichorium intybus, một loại thực vật thân thảo lâu năm.

Thực vật lâu năm hay cây lưu niên, cây đa niên (perennial plant, hay gọi đơn giản là perennial, bắt nguồn từ tiếng Latinh với "per" có nghĩa là "xuyên suốt" và "annus" có nghĩa là "năm") là loại thực vật sống lâu hơn hai năm. Thuật ngữ này được sử dụng để phân biệt thực vật sống một năm và hai năm. Nó cũng được sử dụng để phân biệt các loại thực vật có ít hoặc không có thân gỗ trong nhóm cây thân gỗ và cây bụi, mà về chuyên môn cũng là cây lâu năm.
Những loại thực vật lâu năm, đặc biệt là những loại cây nhỏ có hoa, mọc và ra hoa trong mùa xuân và mùa hạ, tàn đi vào mỗi mùa thu và mùa đông, và rồi mọc trở lại vào mùa xuân từ thân rễ của chúng, và được biết với tên gọi "cây thân thảo lâu năm". Tuy nhiên, tùy thuộc vào sự khắc nghiệt của khí hậu địa phương, một loại cây là dạng lâu năm ở nơi sống bản địa của nó, hoặc ở một khu vườn ôn hòa hơn, có thể được chăm sóc bởi một người làm vườn như là cây sống một năm và được trồng hàng năm, từ hạt giống, cành giâm hay từ một đoạn. Ví dụ như thân leo cà chua, sống được vài năm ở vùng nhiệt đới / cận nhiệt đới tự nhiên của chúng, nhưng được trồng hàng năm ở các vùng khí hậu ôn đới bởi vì chúng không sống được trong mùa đông.
Cũng có một nhóm cây trường xuân, hay là dạng không phải thân thảo, sống lâu năm, bao gồm các loại thực vật giống như Bergenia, loại cây mà vẫn giữ một lớp lá xuyên suốt khoảng thời gian trong năm. Một nhóm thực vật trung gian được biết là cây bụi thấp, mà vẫn còn giữ lại dấu vết của cấu trúc thân gỗ trong mùa đông, ví dụ như Penstemon. Khí hậu địa phương có thể gây ảnh hưởng đến việc chăm sóc cây theo như dạng cây bụi hoặc lâu năm. Ví dụ như ở các vùng khí hậu lạnh hơn, nhiều chủng cây bụi Fuchsia được cắt sát gốc để bảo vệ chúng khỏi sương giá mùa đông.
Ký hiệu dành cho thực vật lâu năm, dựa theo cuốn Species Plantarum của Linnaeus, là , mà cũng là ký hiệu thiên văn của sao Mộc.

## Vòng đời và cấu trúc
Thực vật lâu năm có thể là dạng sống vài năm hoặc lâu hơn nữa, như các loại thực vật thân gỗ. Chúng bao gồm một phân nhóm thực vật rộng rãi, từ dương xỉ và rêu tản đến các loại thực vật có hoa mang tính đa dạng cao như các loài lan và cỏ.
Những loại thực vật mà ra hoa và kết quả chỉ một lần rồi chết đi thì được gọi là "monocarpic" hay "semelparous". Tuy nhiên, hầu hết thực vật lâu năm đều là "polycarpic" (hay "iteroparous"), ra hoa qua nhiều mùa trong đời của chúng.
Thực vật lâu năm thường phát triển những cấu trúc mà cho phép chúng thích nghi với việc sống từ năm này sang năm khác thông qua một dạng sinh sản sinh dưỡng hơn là tạo ra hạt giống. Những cấu trúc này bao gồm củ thân hành, thân củ, thân gỗ, thân rễ và những thứ khác. Chúng có thể có các cành nhánh hay thân đặc trưng, cho phép sống sót qua các thời kỳ tiềm sinh của các mùa lạnh hoặc khô trong năm. Thực vật sống một năm tạo ra hạt giống để duy trì giống loài bằng thế hệ mới khi mà mùa phát triển phù hợp với chúng, và hạt giống sống sót qua các thời kỳ lạnh hoặc khô để bắt đầu nảy mầm khi các điều kiện thuận lợi trở lại.
Nhiều loài thực vật lâu năm đã phát triển các điểm nổi bật đặc trưng mà cho phép chúng sống sót trong các điều kiện khí hậu và môi trường khắc nghiệt. Một số đã thích nghi để sống sót trong các điều kiện nóng và khô hoặc nhiệt độ thấp. Những loài thực vật đó có xu hướng dành rất nhiều dinh dưỡng cho sự thích nghi và thường không ra hoa hay tạo hạt cho đến khoảng vài năm sau khi đã phát triển. Nhiều loài tạo ra hạt tương đối lớn, mà đó có thể là một thuận lợi, với cây con lớn hơn được sinh ra sau khi nảy mầm, chiếm ưu thế hơn khi cạnh tranh với các loài khác. Một số thực vật sống một năm tạo ra nhiều hạt giống mỗi cây hơn trong một mùa, trong khi một số thực vật lâu năm khác (polycarpic) thì không phải chịu áp lực phải tạo ra một lượng hạt lớn như thế, mà có thể tạo ra hạt từ từ qua nhiều năm.

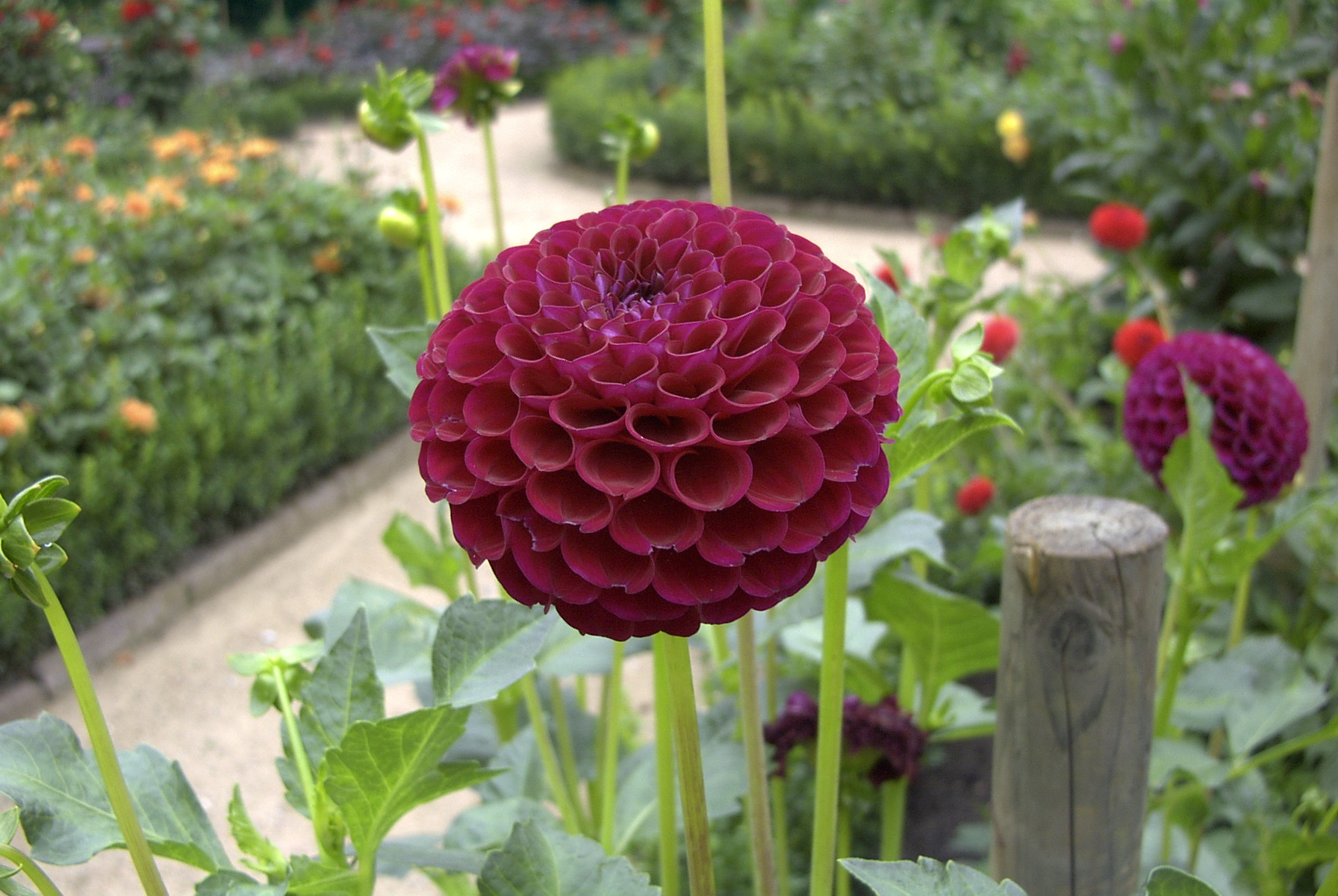
Các loài cúc thược dược đều là cây lâu năm.

## Phát triển
Ở các vùng khí hậu ấm và thích hợp hơn, thực vật lâu năm phát triển liên tục. Ở vùng có khí hậu theo mùa, sự phát triển của chúng bị giới hạn vào các mùa thích hợp.
Một số loài duy trì tán lá quanh năm, chúng được gọi là thực vật trường xuân (evergreen). Những thực vật lâu năm khác là loài rụng lá, ví dụ như ở những vùng ôn đới, một loài thực vật lâu năm có thể phát triển và ra hoa trong suốt những thời kỳ ấm áp của năm, với phần tán lá héo đi vào mùa đông. Ở nhiều vùng trên thế giới, sự phân biệt theo mùa được thể hiện rõ rệt là mùa mưa và mùa khô hơn là các mùa ấm và mùa lạnh, và loài thực vật lâu năm rụng lá sẽ rụng vào mùa khô. Với phần rễ được bảo vệ bởi các tầng đất sâu trong mặt đất, thực vật lâu năm đáng chú ý ở khả năng chịu được lửa lan nhanh. Thực vật thân thảo lâu năm cũng có khả năng chịu được sự khắc nghiệt của cái lạnh trong vùng ôn đới và mùa đông vùng Bắc Cực, với sự mẫn cảm thấp hơn là cây hay cây bụi.

## Lợi ích trong nông nghiệp

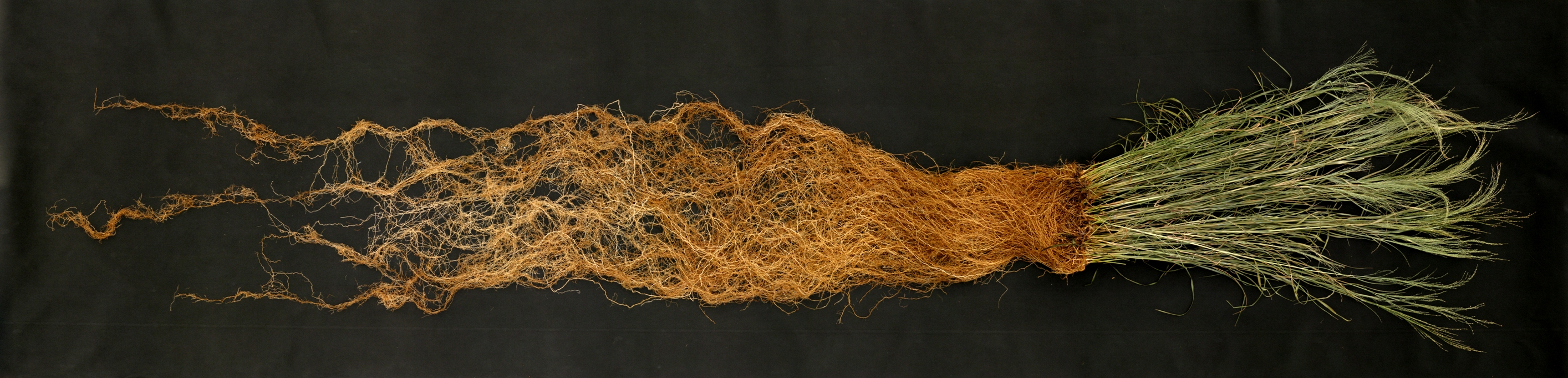
Cỏ Panicum virgatum (switchgrass) là một loại cỏ lâu năm có rễ đâm sâu. Những chiếc rễ này dài hơn 3 m.

Dù rằng hầu hết nhân loại đều ăn các hạt từ các cây ngũ cốc sống một năm, các loài thực vật sống lâu năm cũng cho nhiều lợi ích. Thực vật lâu năm thường có bộ rễ sâu, dài mà có thể giữ đất lại, ngăn ngừa xói mòn đất. Chúng còn giúp giữ lại khí ni-tơ hòa tan trong đất trước khi đất và mặt nước bị ô nhiễm, và còn có khả năng cạnh tranh với cỏ dại (giảm nhu cầu sử dụng thuốc diệt cỏ). Những lợi ích tiềm tàng này đã đưa đến những cố gắng mới nhằm gia tăng sản lượng hạt giống của các chủng loài thực vật lâu năm, mà có thể dẫn đến sự sáng tạo các loài cây ngũ cốc lâu năm mới. Một số ví dụ về các loài cây lâu năm đang được phát triển đó là lúa lâu năm và cỏ wheatgrass. Viện nghiên cứu đất dự đoán rằng những loài ngũ cốc lâu năm có năng suất và lợi nhuận sẽ mất ít nhất 25 năm để có được.

## Vị trí
Thự vật lâu năm chiếm ưu thế ở nhiều hệ sinh thái tự nhiên trên mặt đất và vùng nước ngọt, với chỉ rất ít loài (ví dụ như Zostera) ở vùng biển nông. Thực vật thân thảo lâu năm đặc biệt chiếm ưu thế ở các vùng mà quá dễ cháy đối với cây và cây bụi, ví dụ như hầu hết các loại thực vật ở các vùng đồng cỏ Bắc Mỹ và thảo nguyên đều là thực vật lâu năm. Chúng cũng chiếm ưu thế ở các vùng lãnh nguyên mà quá lạnh để cây phát triển. Gần như tất cả các loài thực vật trong các khu rừng đều là thực vật lâu năm, bao gồm cả cây và cây bụi.
Thực vật lâu năm thường cạnh tranh tốt hơn thực vật sống một năm, đặc biệt là dưới các điều kiện ổn định, nghèo chất dinh dưỡng. Điều này là do sự phát triển của các bộ rễ lớn hơn mà có thể lấy được nước và dưỡng chất trong đất.

## Thể loại
- Ví dụ về dạng trường xuân lâu năm bao gồm Thu hải đường (Begonia) và chuối
- Ví dụ về dạng cây lâu năm rụng lá bao gồm Solidago (GoldenRod) và bạc hà
- Ví dụ về dạng cây lâu năm cho quả một lần bao gồm các cây trong chi Thùa (Agave) vài chủng loài của Streptocarpus
- Ví dụ về dạng cây lâu năm thân gỗ bao gồm cây thích, thông và táo
- Ví dụ về dạng cây thân thảo lâu năm được sử dụng trong nông nghiệp bao gồm cỏ linh lăng, Thinopyrum intermedium và Trifolium pratense.